# Portret van Dr. Gachet

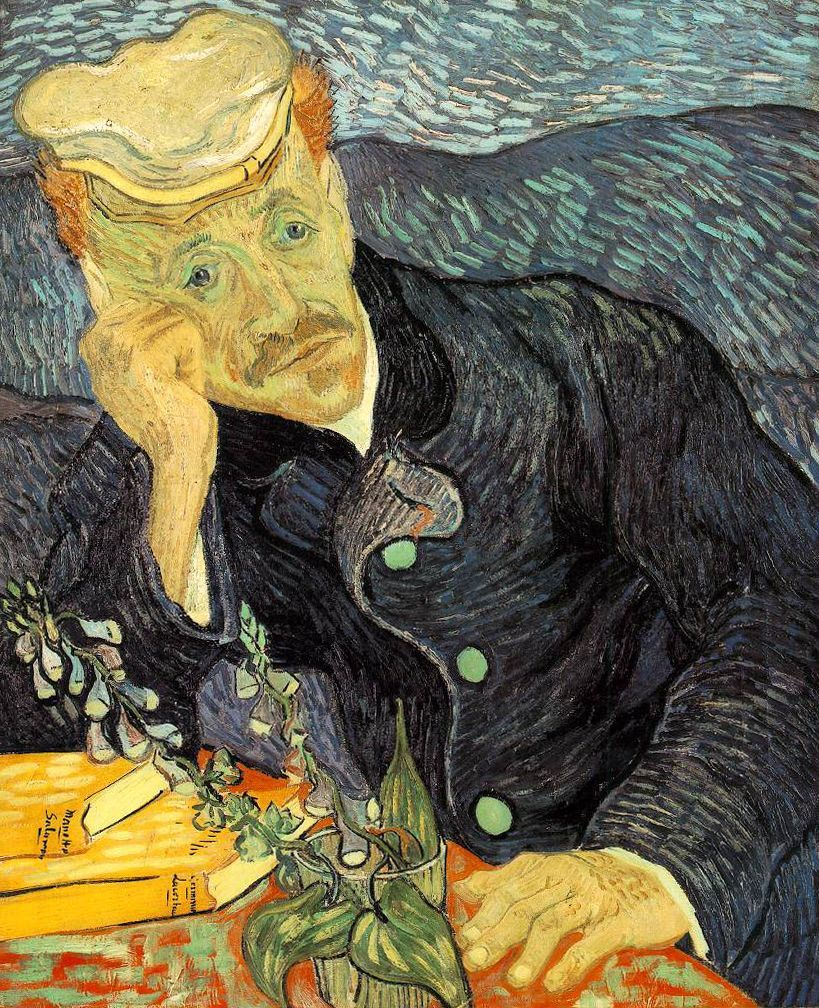
Eerste versie in privécollectie

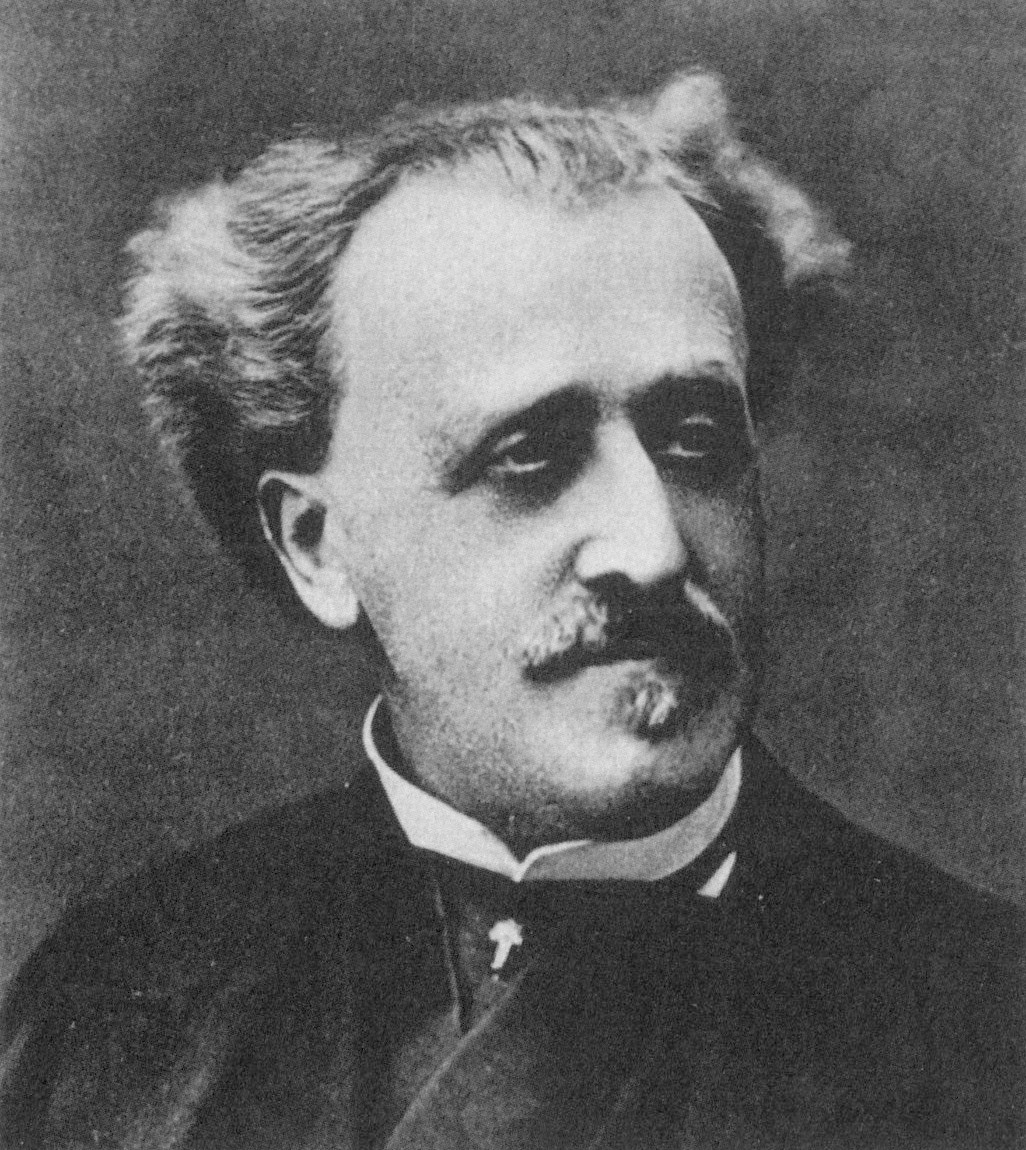
Paul Gachet

Portret van Dr. Gachet is de titel van twee schilderijen uit 1890 van de Nederlandse kunstschilder Vincent van Gogh.

## Twee versies
Er zijn twee versies van dit portret, allebei uit juni 1890 tijdens de laatste maanden van het leven van Van Gogh. Op beide schilderijen zit Dokter Gachet aan tafel, zijn hoofd rustend op zijn rechterhand. Beide werken zijn olieverf op doek en meten 67×56 cm. De tweede versie bevindt zich in het Musée d'Orsay in Parijs, de eerste in een privécollectie.

## Recordprijs en verdwijning
De eerste versie haalde in 1990 een recordprijs van $82,5 miljoen ($75 miljoen plus 10 procent commissie). Het werd gekocht door papiermagnaat Ryoei Saito, die enkele jaren later (30 april 1996) overleed. Ryoei Saito creëerde een schandaal door te verklaren dat het schilderij na zijn dood samen met zijn lichaam gecremeerd zou moeten worden. Die uitspraak werd door zijn medewerkers genuanceerd als een spreekwoordelijke uiting van zijn bewondering voor het werk. Het schilderij is na de dood van Ryoei Saito niet meer opgedoken op veilingen.
Dit bleef de hoogste prijs die ooit voor een schilderij werd betaald, tot in november 2006 een dripping No. 5, 1948 van Jackson Pollock voor $ 140 miljoen van de hand ging.

## In de media
De historische true crime podcast serie Moord Podcast besteedde aandacht aan deze zaak in de aflevering Het verdwenen portret van Dokter Gachet.